# Washington Navy Yard
| Till vänster: Washington Navy Yard sett från söder 1985, i bakgrunden skymtar Kapitolium.Till höger: Sett från norr, 1990.  |  | Till vänster: Washington Navy Yard sett från söder 1985, i bakgrunden skymtar Kapitolium.Till höger: Sett från norr, 1990. |
| Till vänster: Washington Navy Yard sett från söder 1985, i bakgrunden skymtar Kapitolium. Till höger: Sett från norr, 1990. |  | |

Washington Navy Yard är en örlogsbas i Washington, D.C. tillhörande USA:s flotta belägen någon kilometer från där floden Anacostia flyter samman med Potomac. Med anor från 1799 är den flottans äldsta kontinuerliga installation och har tidigare fungerat som örlogsvarv, tyghus liksom marindepartementets högkvarter, men området rymmer numera huvudsakligen kontorsverksamhet, museum och arkiv, samt fungerar även som flottans egna ceremoniplats.
Washington Navy Yard liksom den strax västerut belägna Nationals Park, hemmaarena för Major League Baseball-laget Washington Nationals, betjänas av den närbelägna stationen Navy Yard–Ballpark i Washingtons metro.
Platsen är upptagen i National Register of Historic Places och som en National Historic Landmark.

## På området

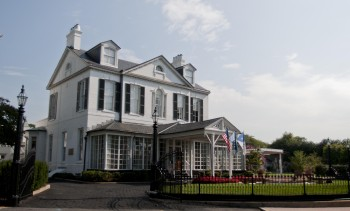
Tingey House

Ansvarig för området är befälhavaren för Naval District of Washington, som även ansvarar för flottans ceremonitrupper och militärmusikkåren United States Navy Band.
På området finns en mängd kontor för olika av marindepartementet och flottans stödverksamheter:
- Naval Sea Systems Command
- Naval Reactors
- Naval Facilities Engineering Command
- Naval History and Heritage Command
- Military Sealift Command
- samt högkvarteret för flottans auditörskår (engelska: Judge Advocate General's Corps)

Här finns residenset, Tingey House, för Chief of Naval Operations och som haft den funktionen sedan 1977, då det tidigare residenset, Number One Observatory Circle, istället blev residens för USA:s vicepresident. Det finns även flera andra tjänstbostäder för officerare på området.

## Masskjutning 2013

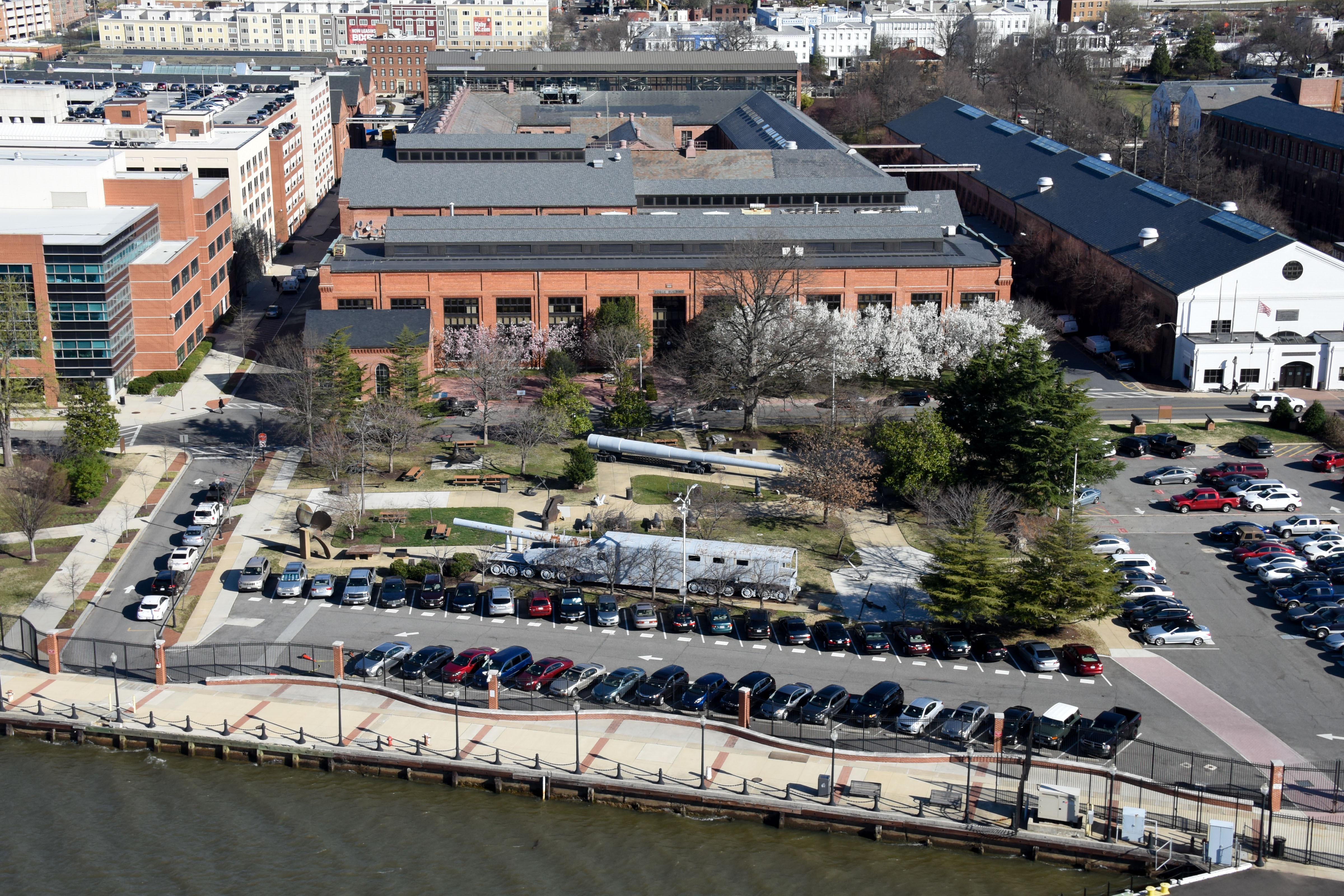
Några av de museala artilleripjäser, däribland en järnvägsartilleripjäs, som finns uppställda på området.

Den 16 september 2013 inträffade en masskjutning på området innanför grindarna. Skott avlossades i byggnad #197 som har kontor för Naval Sea Systems Command. Femton människor, varav 13 civilanställda, en Washington-polis skottskadades och tolv bekräftades senare som avlidna. Gärningsmannen, Aaron Alexis, en 34-årig tidigare reservofficer från Queens, New York dog i skottlossningen med polis.

## Populärkultur
I tv-serien NCIS från 2003 och framåt har protagonisterna under ledning av specialagent Leroy Jethro Gibbs (Mark Harmon) sina kontor och laboratorium på området.